# Aissata Mariama Soumah
Pour les articles homonymes, voir Soumah.
Aissata Mariama Soumah, née en 1984 à Dubréka en république de Guinée, est une personnalité politique guinéenne. Elle siège depuis 2022 dans les organes législatifs nationaux.

## Biographie
Elle a fit partie de l'équipe dirigeante de maison des jeunes de Dubréka.
En 2020, après avoir été conseillère chargée de mission au ministère de l’économie et des finances, elle est nommée Directrice nationale adjointe du Patrimoine de l’État et des Investissements.
Elle est conseillère depuis le 22 janvier 2022 au sein du Conseil national de la transition dirigé par Dansa Kourouma,, siègeant en représentation des  organisations de la société civile. Ce conseil a été mis en place après le coup d'État du 5 septembre 2021 du colonel Mamady Doumbouya qui a renversé Alpha Condé.